# Paramamoea
Genre
Paramamoea est un genre d'araignées aranéomorphes de la famille des Desidae.

## Distribution
Les espèces de ce genre sont endémiques de Nouvelle-Zélande.

## Liste des espèces
Selon World Spider Catalog (version 18.5, 18/11/2017) :
- Paramamoea aquilonalis Forster & Wilton, 1973
- Paramamoea arawa Forster & Wilton, 1973
- Paramamoea incerta Forster & Wilton, 1973
- Paramamoea incertoides Forster & Wilton, 1973
- Paramamoea insulana Forster & Wilton, 1973
- Paramamoea pandora Forster & Wilton, 1973
- Paramamoea paradisica Forster & Wilton, 1973
- Paramamoea parva Forster & Wilton, 1973
- Paramamoea urewera Forster & Wilton, 1973
- Paramamoea waipoua Forster & Wilton, 1973

## Publication originale
- Forster & Wilton, 1973 : The spiders of New Zealand. Part IV. Otago Museum Bulletin, vol. 4, p. 1-309.